# Rekrut

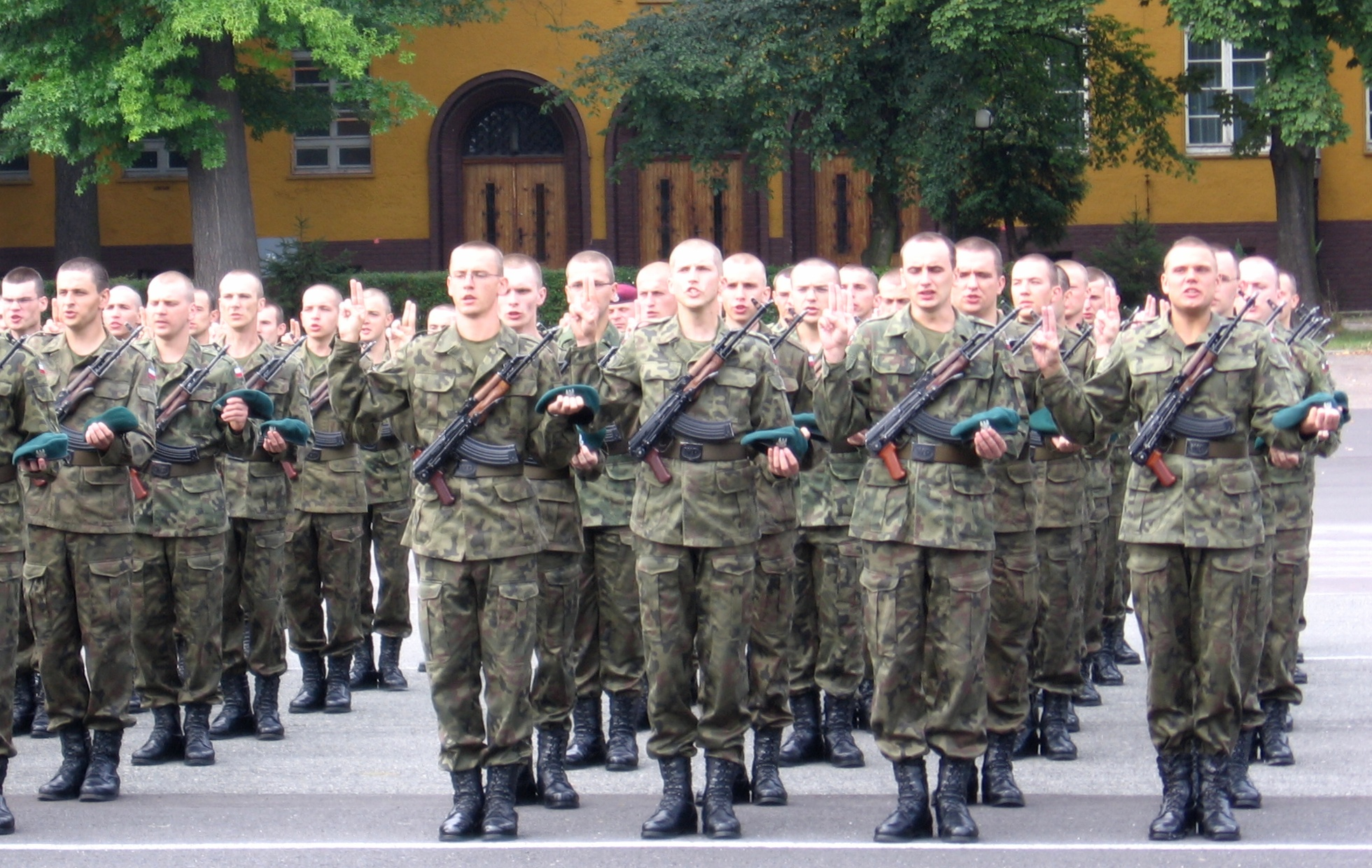
Polnische Rekruten beim Fahneneid

Rekrut bezeichnet im Militär die Dienststellung und gegebenenfalls auch den Dienstgrad eines neu eingestellten Soldaten – in der Regel für die Dauer seiner Grundausbildung. Das Wort ist eine Entlehnung aus dem französischen recrue („Nachwuchs“), wiederum abgeleitet von lateinisch recrescere („nachwachsen“) und in Deutschland seit dem 17. Jahrhundert gebräuchlich.

## Deutschland
In der Bundeswehr werden Soldaten in der Grundausbildung häufig als Rekrut bezeichnet. Meist absolvieren die Soldaten im niedrigsten Dienstgrad die Grundausbildung.

## Österreich
Im Bundesheer ist Rekrut (zuvor „Wehrmann“) der niedrigste Mannschaftsdienstgrad.
Soldaten, die in der Ausbildung zum Unteroffizier (HUAK) oder zum Offizier (EF) stehen, tragen eine eigene Version des Dienstgrades mit silberfarbenem Querbalken am Oberrand. Diesen gibt es nur für den Dienstanzug 75/03.
| Niedrigerer Dienstgrad keiner                                                                                        | Dienstgrad Rekrut | Höherer Dienstgrad Gefreiter |
| Einordnung: Rekruten – Chargen – Unteroffiziere – Offiziere Alle Dienstgrade auf einen Blick: Bundesheer-Dienstgrade |                   |                              |

## Schweizer Armee
In der Schweizer Armee ist Rekrut (kurz: Rekr) Dienstellungsbezeichnung für Militärangehörige mit Wehrdienstbeginn, aber auch zugleich der niedrigste Mannschaftsdienstgrad. In der Schweiz ist Rekrutenschule (RS) die Bezeichnung für die Grundausbildung.
| Niedrigerer Grad keiner | Mannschaftsgrad Rekrut | Höherer Grad Soldat |
| Einordnung: Mannschaften – Unteroffiziere – Höhere Unteroffiziere – Subalternoffiziere – Hauptleute – Stabsoffiziere – Höhere Stabsoffiziere – Oberbefehlshaber der Armee Alle Grade auf einen Blick: Grade der Schweizer Armee |                        |                     |

## Dienstgradabzeichen
In den meisten Armeen der Welt tragen Rekruten keine oder leere Dienstgradabzeichen (ggf. nur mit allgemeiner Verwendungs-, Teilstreitkraft- oder Waffengattungskennzeichnung, z. B. einen Anker für Marine) und erlangen die ersten Dienstgradabzeichen durch die erste Beförderung nach der Grundausbildung.

Beispiele für Dienstgradabzeichen von Rekruten
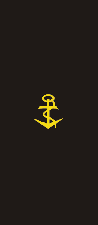
Matrose der Deutschen Marine (Ärmelabzeichen der Dienstjacke)
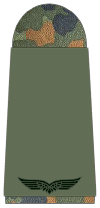
Flieger der deutschen Luftwaffe (Schulterklappe mit Aufziehschlaufe am Feldanzug)
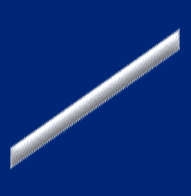
Seaman Recruit der United States Coast Guard